# Гуліда
Гуліда (груз. გულიდა) — село в Грузії.
За даними перепису населення 2014 року в селі проживає 59 особа.